# Hem från Babylon
Hem från Babylon (en  sueco: Hogar de Babilonia) es un film dramático sueco de Alf Sjöberg.

## Elenco
- Gerd Hagman es Britta von Wendt.
- Arnold Sjöstrand es Linus Treffenberg.
- Georg Rydeberg es Cesar Lee.
- Anders Henrikson es Sergej Nabocof.
- Irma Christenson es Marcelle.
- Olof Widgren es John Bidencap.
- Rune Carlsten es Wigelius.
- Georg Funkquist es Hugo.
- Barbro Kollberg es Gunborg.
- Frank Sundström es Marabou.